# سیمونه بارونه
سیمونه بارونه (به ایتالیایی: Simone Barone) بازیکن فوتبال و مدافع اهل ایتالیا است که از سال ۲۰۰۴ میلادی عضو تیم ملی فوتبال ایتالیا بوده و در ۱۶ بازی ملی حضور داشته‌است. او در بازی‌های ملی‌اش ۱ گل به ثمر رساند. سیمونه بارونه آخرین بازی ملی خود را در سال ۲۰۰۶ میلادی انجام داد.